# Maladers

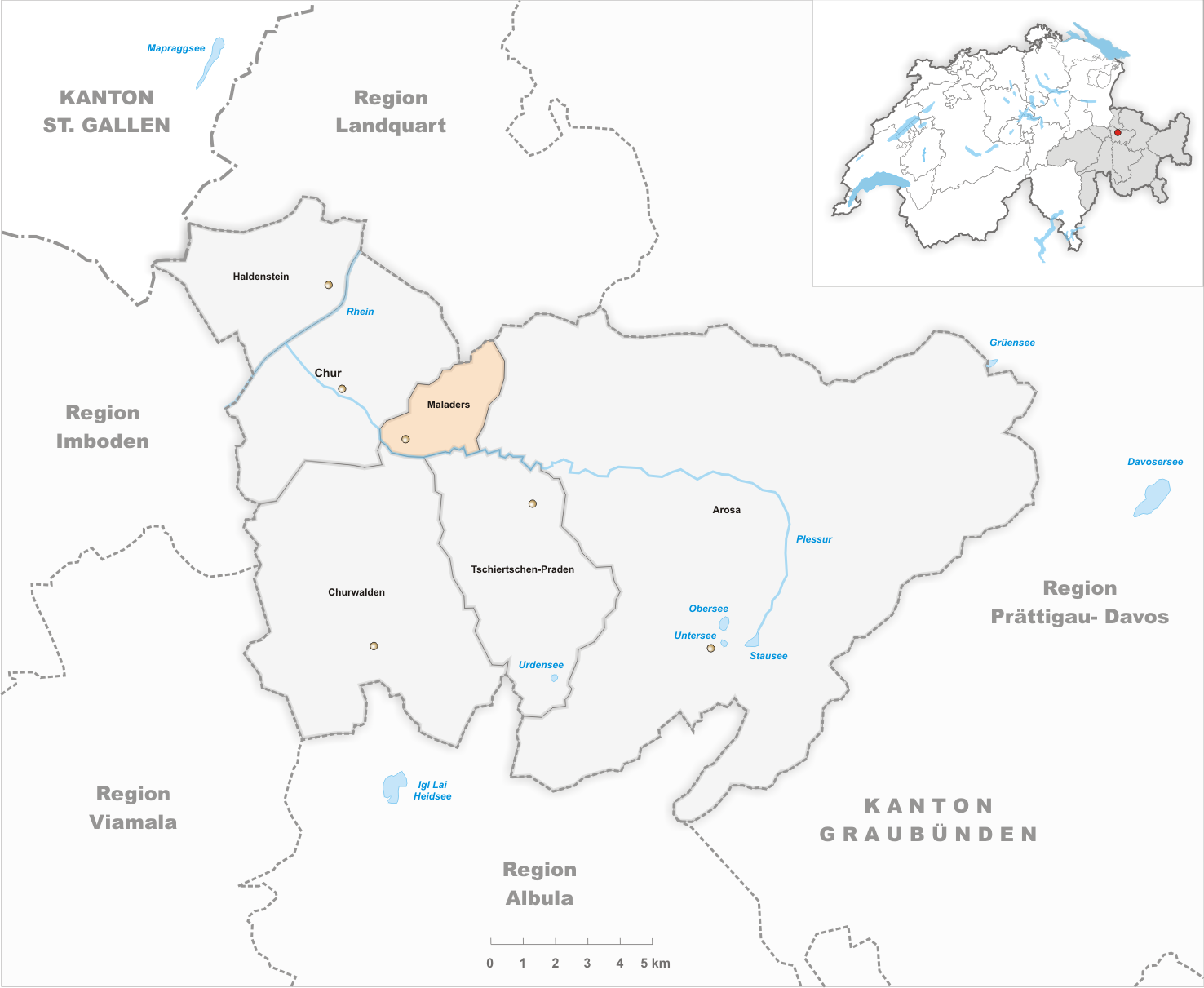
Gemeindestand vor der Fusion am 1. Januar 2020

Maladers ([mɐˈladərs]ⓘ, im älteren Ortsdialekt Malaadersch) ist eine Ortschaft in der Gemeinde Chur, Kanton Graubünden. Bis am 31. Dezember 2019 war sie eine eigenständige politische Gemeinde.

## Geographie

Historisches Luftbild von Werner Friedli von 1947

Maladers liegt 3 km (Luftlinie) südöstlich von Chur an der Kantonsstrasse nach Arosa. Das ehemalige Gemeindegebiet erstreckt sich auf der rechten, nördlichen Seite des Schanfiggs von der tief eingeschnittenen Plessur (tiefster Punkt im Sassal, 620 m), die taleinwärts bis zum Calfreiser Tobel die Südgrenze bildet, bis hinauf zum westlichen Ausläufer der Hochwangkette. Dort liegt am Montalin, knapp unterhalb des Gipfels, der mit 2220 m höchste Punkt des Territoriums. Neben dem Haufendorf Maladers, auf einer Terrasse oberhalb der bewaldeten, steilen unteren Hangzone gelegen, gehören zur Gemeinde die Weiler Brandacker und Sax.
Vom gesamten ehemaligen Gemeindegebiet von 761 ha sind 497 ha von Wald und Gehölz bedeckt. Immerhin 208 ha können landwirtschaftlich genutzt werden, davon sind allerdings 145 ha Maiensässe. Jeweils 28 ha sind Siedlungsfläche beziehungsweise unproduktive Fläche (meist Gebirge).

## Geschichte
Funde aus der Bronzezeit sowie eine 1977 entdeckte römische Mercuriusstatuette belegen die frühe Besiedlung des Ortes, der als Maladru 1156 urkundlich erwähnt wird.
Ungesichert ist die Lokalisierung der 841 im Schanfigg erwähnten Eusebius-Kirche. Die Kirche St. Desiderius in Maladers ist um 1150 bezeugt. Ein hier im 12. Jahrhundert belegter Meierhof des Churer Domkapitels wurde wahrscheinlich von den Herren von Maladers verwaltet. Die Klöster St. Nicolai, St. Luzi und Churwalden besassen Güter und Rechte in Maladers. Die hohe Gerichtsbarkeit lag bis ins Spätmittelalter beim Churer Vogteigericht.
Ursprünglich beim Churer Gericht, kam das Dorf im späten Mittelalter zum Gericht Ausserschanfigg des Zehngerichtenbundes. Pfarrherren sind in Maladers ab 1487 zu fassen. Maladers ging Ende des 16. Jahrhunderts von der rätoromanischen zur deutschen Sprache über und schloss sich 1635 – als letztes Dorf der Talschaft – der Reformation an. Der Auskauf der habsburgisch-österreichischen Herrschaftsrechte erfolgte 1652, jener der bischöflichen Lehensrechte 1657.
Durch die Zwangseinbürgerungen von Heimatlosen im Jahr 1850 entstand eine katholische Gemeinschaft, die 1923 eine Kapelle errichtete. 1875 bis 1877 wurde die Fahrstrasse unterhalb des Dorfs gebaut. 1939 wurde Sassal zur Stadt Chur umgemeindet. Die 1881 im Sassal errichtete, gedeckte Plessurbrücke wurde 1966 abgebrochen. Mit wachsender Pendlerzahl wurde Maladers zu Beginn des 21. Jahrhunderts Teil der Agglomeration Chur.
Per 1. Januar 2020 erfolgte die Fusion der Gemeinde Maladers mit der Stadt Chur, nachdem die Stimmberechtigten diesem Projekt in zwei separaten Abstimmungen grossmehrheitlich zugestimmt haben (Gemeindeversammlung in Maladers vom 30. August 2018: 186 zu 20 Stimmen; Volksabstimmung vom 25. November 2018 in Chur: 9686 zu 1761 Stimmen).
Bereits per 1. Januar 2013 haben sich die weiteren Gemeinden auf der rechten Schanfigger Talseite zur Grossgemeinde Arosa zusammengeschlossen. Der Anstoss zu diesen Gemeindefusionen kam seitens des Kantons Graubünden, der diese Vorhaben entsprechend stark finanziell förderte.

## Wappen
| Wappen von Maladers | Blasonierung: «In Gold blaues M, belegt mit pfahlgestelltem blauem Pfeil»                                    |
| Wappen von Maladers | Die Initiale der Gemeinde wird vom Pfeil als Symbol der Talschaft überdeckt. Farben des Zehngerichtenbundes. |

## Bevölkerung
| Bevölkerungsentwicklung | Bevölkerungsentwicklung | Bevölkerungsentwicklung | Bevölkerungsentwicklung | Bevölkerungsentwicklung | Bevölkerungsentwicklung | Bevölkerungsentwicklung | Bevölkerungsentwicklung | Bevölkerungsentwicklung |
| ----------------------- | ----------------------- | ----------------------- | ----------------------- | ----------------------- | ----------------------- | ----------------------- | ----------------------- | ----------------------- |
| Jahr                    | 1803                    | 1850                    | 1900                    | 1950                    | 2005                    | 2004                    | 2010                    | 2019                    |
| Einwohnerzahl           | 120                     | 253                     | 341                     | 448                     | 493                     | 506                     | 427                     | 522                     |

Von den Ende 2004 506 Bewohnern waren 491 Schweizer Staatsangehörige.

## Wirtschaft und Verkehr
Maladers, gemäss Eigenwerbung das sonnigste Dorf in Graubünden, hat sich kontinuierlich zu einer beliebten Wohngemeinde am Rand der Kantonshauptstadt entwickelt. Am Ort selbst waren 37 Personen in der Land- und Forstwirtschaft beschäftigt, 32 im gewerblichen Bereich und 23 im Dienstleistungssektor (Stand 2000–01).
Die ehemalige Gemeinde ist durch mehrere Haltestellen der Postautolinie Chur–Peist ans Netz des öffentlichen Verkehrs angeschlossen. Die erste Postautoanbindung nach Chur wurde am 15. Mai 1935 in Betrieb genommen. Die Dienststation Untersax der Arosabahn befindet sich zwar auf Maladerser Gemeindegebiet, bietet jedoch keinen Anschluss an diese Linie.
Im Falle der Realisierung des Projekts wird das Gebiet unterhalb von Maladers Zielpunkt der St. Luzibrücke sein.

## Sehenswürdigkeiten

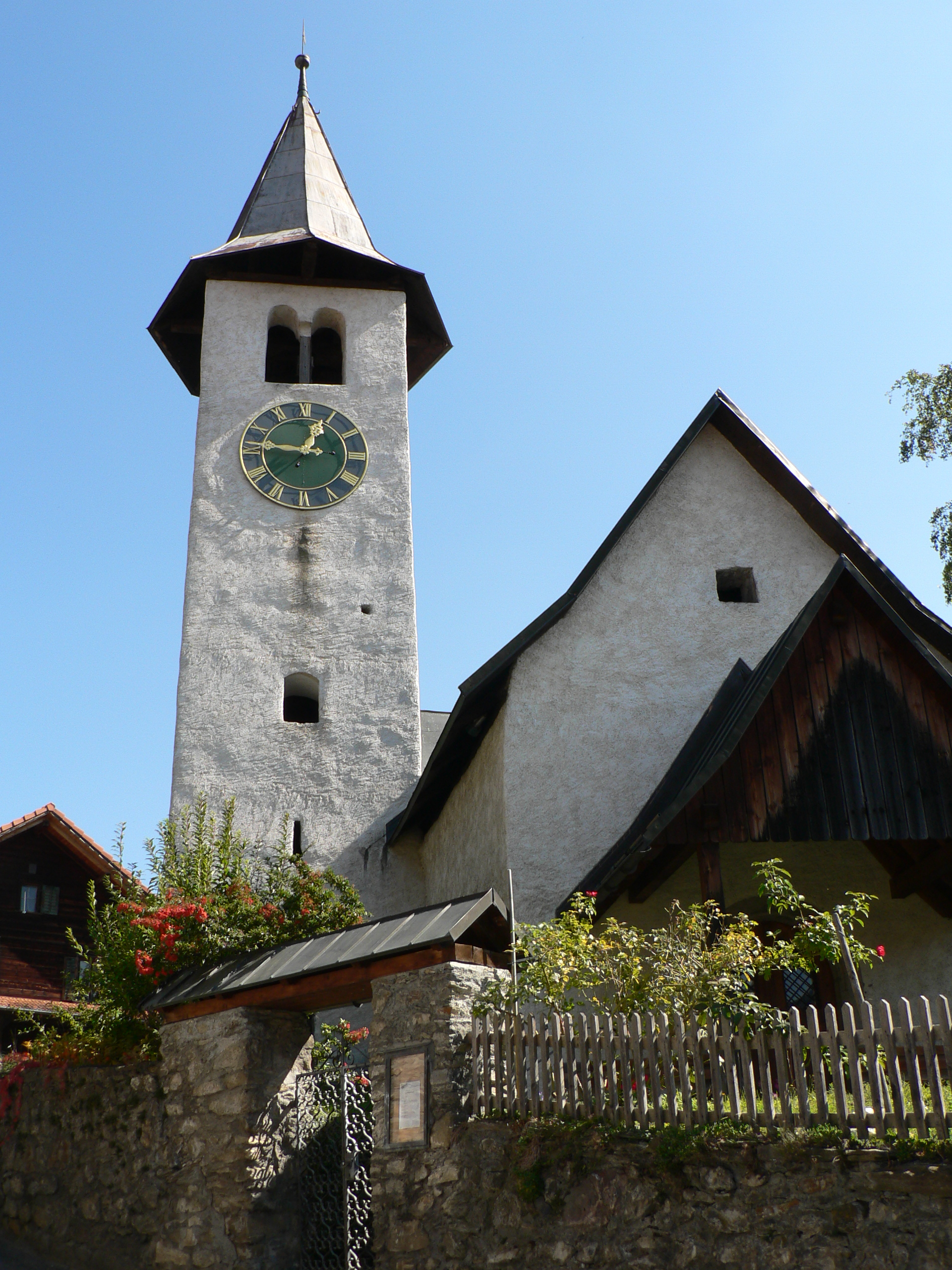
Reformierte Kirche in Maladers

Die reformierte Dorfkirche befindet sich im Oberdorf, umringt von alten Häusern. Das Kirchenschiff mit zwei rippenlosen, rundbogigen Kreuzgewölben und der Glockenturm stammen aus romanischer Zeit. Der Chor mit Netzgewölbe und Sakramentsnische mit Eisentürchen sowie der Sakristeianbau sind gotisch.
1938 entdeckte man bei Renovierungsarbeiten Spuren von Fresken an Süd- und Chorwand. Es kamen Apostelfiguren und eine kniende Stifterfigur zutage. Obwohl der bekannte Bündner Kunsthistoriker Erwin Poeschel die Malereien als gut erhalten und von bemerkenswerter Qualität einstufte, entschloss sich die evangelische Kirchgemeinde dazu, die Fresken wieder zu übertünchen. 1922 baute die katholische Gemeinde eine eigene Kapelle (St. Antoniuskapelle) an der Talstrasse unterhalb des Dorfes.